# Nguyễn Hoàng (tướng nhà Nguyễn)
Nguyễn Hoàng (tiếng Trung: 阮黃; ? – 1852) là tướng lĩnh, quan viên thời nhà Nguyễn trong lịch sử Việt Nam.

## Thân thế
Nguyễn Hoàng có tên cũ là Nguyễn Văn Hoàng, là người huyện Đăng Xương, phủ Thừa Thiên (nay thuộc thành phố Huế).

## Thời Minh Mạng
Năm Bính Tuất (1826), Nguyễn Hoàng tòng quân, được đăng ký vào sách Anh Danh. Trong thời gian này, ở Bắc Kỳ có nhiều cuộc nổi dậy chống lại triều đình, đơn vị của ông cũng được sung ra bắc để đàn áp.
Khoảng 1833–1835, ở ngoài bắc có Lê Duy Lương, Quách Tất Công, sau đó lại có Nông Văn Vân nổi dậy. Vua Minh Mạng lấy Tổng đốc An Tĩnh Tạ Quang Cự thống quân vụ, cùng Tham tán Hoàng Đăng Thận, Nguyễn Giai đi đàn áp. Tạ Quang Cự phát hiện tài năng của Nguyễn Hoàng, dù ông còn chỉ là một tướng hiệu nhỏ, cũng tiến cử ông lên triều đình. Nguyễn Hoàng lập nhiều công huân, dần được thăng chức lên Đội trưởng, rồi Quản cơ cơ Trung Chấn.
Năm Canh Tý (1840), Nguyễn Hoàng thăng chức Phó Vệ úy vệ Kỳ Vũ, theo quân đến Trấn Tây Thành. Trong trận đánh thổ phỉ ở Ô Môi, ông chém được đầu đảng của giặc là Dương Ất. Khi quân nhà Nguyễn đến cửa Vinh Đà, Nguyễn Hoàng xông lên trước trận, lấy được thắng lợi, nhờ công đó mà được thăng chức Vệ úy.

## Thời Thiệu Trị
Năm Tân Sửu (1841), Nguyễn Hoàng được thăng chức Lãnh binh Vĩnh Long, cùng thự Đô đốc An Giang Nguyễn Công Nhàn, Chưởng vệ Nguyễn Văn Điển theo lệnh Kinh lược Trấn Tây Nguyễn Tiến Lâm đánh bại quân Xiêm ở Súc Sâm. Trong trận này, Nguyễn Hoàng xông lên giáp lá cà, chém được một thủ cấp nhưng bị trúng tên vào tay trái. Ông bọc lại vết thương, vẫn ra sức chỉ huy đến khi quân nổi dậy tan rã. Khi nghe tin, vua Thiệu Trị ban thưởng cho Nguyễn Hoàng một cấp quân công, một nhẫn vàng, thẻ bạc, bạc trắng các hạng.
Năm Quý Mão (1843), Nguyễn Hoàng được bổ làm Lãnh binh An Giang.
Năm Giáp Thìn (1844), Nguyễn Hoàng được bổ làm Chưởng vệ, Hộ lý ấn quan phòng của Đề đốc An Giang, dưới quyền Tổng đốc An Hà Nguyễn Công Nhàn và Tuần phủ An Giang Nguyễn Công Trứ. Cùng năm, Tổng đốc An Hà mới tiền nhiệm là Nguyễn Văn Chương cho rằng có thể suy tính việc khôi phục Trấn Tây Thành, dâng sớ xin được đem quân đánh Trấn Tây để dằn mặt người Xiêm.
Năm Ất Tỵ (1845), Đề đốc Nguyễn Hoàng tham gia cùng với Tổng đốc Nguyễn Văn Chương, Tuần phủ An Giang Doãn Uẩn, mật tấu lên vua Thiệu Trị về việc đánh Trấn Tây (Chân Lạp). Vua Thiệu Trị sau khi hội triều đã đồng ý phát động chiến dịch. Nguyễn Hoàng được giao chỉ huy cánh quân Tân Châu thay Nguyễn Văn Chương. Quân nhà Nguyễn từ Tiền Giang tấn công đồn Ba Nam (Banam) nằm giữa sông Tiền và sông Ba Nam. Khi tin thắng trận truyền về, vua rất khen ngợi, tăng một bậc quân công cho ông, đồng thời thưởng thêm một đồng tiền Long Vân Khánh Hội và một chiếc nhẫn vàng.
Thừa thắng, Nguyễn Hoàng cùng Doãn Uẩn chia quân. Hoàng đánh các đồn Kha Đốc. Doãn Uẩn từ Thông Bình đánh hạ đồn Vịnh Bích, sách Sô. Đến tháng 7 (ÂL), Nguyễn Hoàng, Doãn Uẩn hội quân với Nguyễn Tri Phương phá đồn Thiết Thằng. Theo kế sách của Doãn Uẩn, quân nhà Nguyễn liên tục chiến thắng, Nguyễn Hoàng đánh chiếm Nam Vang, buộc quân Xiêm rút về Ô Đông cố thủ. Nguyễn Tri Phương, Doãn Uẩn cho quân vây hãm Ô Đông, buộc vua Xiêm Phi Nhã Chất Tri và chúa Chân Lạp Nặc Ông Giun phải cầu hòa. Khi xét công, Nguyễn Hoàng được phong thự Đề đốc, đề bạt quân công nhiều cấp và thưởng thêm một chiếc nhẫn khảm kim cương trân châu, một cái khánh vàng ghi công. Cuối cùng, ông được thăng chức Bang biện Trấn Tây.
Năm Đinh Mùi (1847), Chân Lạp sang triều cống, việc Trấn Tây kết thúc. Vua Thiệu Trị xét công lao xông pha tên đạn, chém địch lập công của Nguyễn Hoàng, ban cho ông kim bài An tây tuấn kiện tướng cùng ngọc bài hình ưng bay xâu bằng hạt trân châu. Doãn Uẩn nhờ bày kỳ mưu mà được ban kim bài An tây mưu lược tướng. Nguyễn Văn Chương đến đâu được đấy, thể hiện trí dũng, được ban kim bài An tây trí dũng tướng. Tháng 5 (ÂL), quân Nguyễn theo lệnh rút về An Giang.
Sau khi trở về, các tướng lĩnh được triệu về triều đình xét thưởng. Nguyễn Hoàng được ban thưởng ngự tửu do Hoàng tử Gia Hương công tự tay rót, một nhẫn vàng dát ngọc, một phù vàng hình gấu, tỏ vẻ khen ngợi ông khỏe mạnh như con gấu. Ông được bổ nhiệm Thống chế doanh Tiền Phong. Mùa thu, xét công phong tước Vũ Xá tử. Sau đó, tên ông được khắc vào súng Thần Uy Phục Viễn, dựng bia ở Võ miếu.

## Thời Tự Đức
Năm Kỷ Dậu (1849), Nguyễn Hoàng được bổ nhiệm làm quan văn, giữ chức Tổng đốc Định Biên, không đươc bao lâu thì đổi sang thự Tổng đốc Long Tường.
Năm Tân Hợi (1851), đúng dịp xét công, Nguyễn Hoàng được thăng thự Hữu quân Đô thống, vẫn kiêm Tổng đốc Long Tường.
Năm Nhâm Tý (1852), ông được triệu về triều, giải hết các chức vụ ở trấn, nhưng lại thự vào quân phủ. Mùa xuân, ông làm Chánh tổng duyệt của kỳ điểm quân, được vua Tự Đức khen rằng quân sĩ sung túc.
Tự Đức thấy ông là tướng già có nhiều công lao đánh dẹp, muốn để ông trở lại cầm quân, nắm giữ ấn triện của Tiền quân phủ Đô thống. Nhưng khả năng ông mất ngay khi đó, truy tặng Hữu quân Đô thống phủ Đô thống chưởng phủ sự, cáo thụ Đặc tiến, Tráng Vũ tướng quân, thụy là Vũ Nghị.
Năm Mậu Ngọ (1858), bài vị của ông được liệt vào miếu Hiền Lương.

## Gia đình
Con trai:
- Nguyễn Trân, cưới Mỹ Duệ công chúa.

Cháu:
- Nguyễn Lương Phác, ban đầu giữ chức Hiệu úy, rồi làm quan đến Quang lộc tự khanh, Biện lý bộ Lễ. Sau khi chết truy thụ hàm Thị lang.